# Зноб-Трубчевська сільська рада
Зноб-Трубче́вська сільська́ ра́да — колишній орган місцевого самоврядування в Середино-Будському районі Сумської області. Адміністративний центр — село Зноб-Трубчевська.

## Загальні відомості
- Населення ради: 632 особи (станом на 2001 рік)

## Населені пункти
Сільській раді були підпорядковані населені пункти:
- с. Зноб-Трубчевська
- с. Карпеченкове
- с. Кудоярове
- с. Любахове
- с. Улиця

## Склад ради
Рада складалася з 12 депутатів та голови.
- Голова ради: Сенчурін Олексій Олександрович

### Керівний склад попередніх скликань
| Прізвище, ім'я, по батькові    | Основні відомості                                                         | Дата обрання | Дата звільнення |
| ------------------------------ | ------------------------------------------------------------------------- | ------------ | --------------- |
| Сенчурін Олексій Олександрович | Сільський голова, 1955 року народження, освіта вища, безпартійний         | 26.03.2006   | 31.10.2010      |
| Сенчурін Олексій Олександрович | Сільський голова, 1955 року народження, освіта вища, член Партії регіонів | 31.10.2010   |                 |

Примітка: таблиця складена за даними сайту Верховної Ради України